# إستريان سبرينغ تروفي 2021
إستريان سبرينغ تروفي 2021 هو سباق دراجات هوائية، وهو الموسم رقم 60 من إستريان سبرينغ تروفي، وأقيم خلال الفترة 11 مارس 2021، وحتى 14 مارس 2021 ضمن سباقات طواف أوروبا للدراجات 2021، وشارك فيه 174 متسابقاً ووصل إلى نهايته 117 متسابقاً.
فاز بالمركز الأول Finn Fisher-Black ‏، وبالمركز الثاني فيليبو زانا، وبالمركز الثالث Savva Novikov ‏.

## المراحل
| قائمة المراحل | قائمة المراحل | قائمة المراحل        | قائمة المراحل      | قائمة المراحل | قائمة المراحل   | قائمة المراحل      |
| المرحلة       | التاريخ       | الدورة               |                    | المسافة (كم)  | الفائز بالمرحلة | القائد العام       |
| ------------- | ------------- | -------------------- | ------------------ | ------------- | --------------- | ------------------ |
| المقدمة       | 11 مارس       | أوماغ – أوماغ        | ضد الساعة          | 0٫98          | Lars Boven ‏     | Lars Boven ‏        |
| مرحلة 1       | 12 مارس       | فونتانا ‏ – بوريتش    | مرحلة مستوية       | 166٫15        | فيليبو فورتين   | فيليبو فورتين      |
| مرحلة 2       | 13 مارس       | Vižinada ‏ – Motovun ‏ | مرحلة جبلية متوسطة | 164٫52        | فيليبو زانا     | فيليبو زانا        |
| مرحلة 3       | 14 مارس       | Marčana ‏ – أوماغ     | مرحلة مستوية       | 141٫25        | ميكيل ريم       | Finn Fisher-Black ‏ |

## النتيجة
| المرحلة   |                 | الفائز _      | التصنيف العام _    |
| --------- | --------------- | ------------- | ------------------ |
| المقدمة   | مرحلة سباق زمني | Lars Boven ‏   | Lars Boven ‏        |
| المرحلة 1 | مرحلة مستوية    | فيليبو فورتين | فيليبو فورتين      |
| المرحلة 2 | مرحلة متوسطة    | فيليبو زانا   | فيليبو زانا        |
| المرحلة 3 | مرحلة مستوية    | ميكيل ريم     | Finn Fisher-Black ‏ |
| النهائي   | النهائي         |               | Finn Fisher-Black ‏ |

## التصنيف العام النهائي
| التصنيف العام         | التصنيف العام                  | التصنيف العام | التصنيف العام                   | التصنيف العام  |
| العداء                | العداء                         | البلد         | الفريق                          | الوقت          |
| --------------------- | ------------------------------ | ------------- | ------------------------------- | -------------- |
| 1                     | Finn Fisher-Black ‏             | نيوزيلندا     | Visma–Lease a Bike Development ‏ | 10 س 55 د 54 ث |
| 2                     | فيليبو زانا                    | إيطاليا       | بردياني سي إس إف فايزاني        | + 2 ث          |
| 3                     | Savva Novikov ‏                 | روسيا         | Equipo Kern Pharma ‏             | + 4 ث          |
| 4                     | Jan Maas (cyclist, born 1996) ‏ | هولندا        | Leopard TOGT Pro Cycling ‏       | + 11 ث         |
| 5                     | Adam Ťoupalík ‏                 | التشيك        | إلكوف كاسبر ‏                    | + 13 ث         |
| 6                     | Daniel Savini ‏                 | إيطاليا       | بردياني سي إس إف فايزاني        | + 14 ث         |
| 7                     | Raúl García Pierna ‏            | إسبانيا       | Equipo Kern Pharma ‏             | + 16 ث         |
| 8                     | Jaka Primožič ‏                 | سلوفينيا      | Cycling Team Kranj ‏             | + 17 ث         |
| 9                     | ميغيل هايدمان ‏                 | ألمانيا       | Leopard TOGT Pro Cycling ‏       | + 19 ث         |
| 10                    | Patryk Stosz ‏                  | بولندا        | فوستر أيه تي إس تيم ‏            | + 19 ث         |
| مصدر: ProCyclingStats |                                |               |                                 |                |

## وصلات خارجية
- لمحة عن سباق إستريان سبرينغ تروفي 2021 على موقع  ProCyclingStats   (برو  سايكلنج  ستاتس) - إحصاءات  محترفي  الدراجات.
- إستريان سبرينغ تروفي 2021 على موقع إحصائيات الدراجات الإحترافية (الإنجليزية)